# Winston (Suffolk)
Winston – wieś w Anglii, w hrabstwie Suffolk, w dystrykcie Mid Suffolk. Leży 17 km na północ od miasta Ipswich i 120 km na północny wschód od Londynu. Miejscowość liczy 160 mieszkańców.